# Jueus catalans
Els jueus catalans històrics són les poblacions de religió jueva que es varen desenvolupar a l'edat mitjana a Catalunya.
La presència jueva a les terres que després serien Catalunya hi és ben documentada des del segle VI: a Tarragona existeix una làpida amb una inscripció en hebreu datada d'aquesta època i a Tortosa, un text hebraic del mateix segle.
La resta jueva més antiga de Catalunya és una pedra del segle iv amb un text trilingüe hebreu, llatí i grec on hi deia Pau sobre Israel i sobre nosaltres i els nostres fills, amén on entre altres dibuixos hi havia un canelobre de set braços. Però no és fins als temps de Carles el Calb que es troba la primera referència directa a un habitant jueu anomenat "Judà" o "Judacot" i que era emissari del rei a Barcelona.
La seva població va augmentar en els segles posteriors i varen establir calls a Girona, Lleida (també anomenat La Cuïrassa), Cervera, Tortosa, Manresa, Tarragona, Perpinyà, Puigcerdà i Vilafranca del Penedès. En algunes poblacions hi havia dos calls. A Barcelona hi havia el Call Major o de la Volta i el Call de Sanaüja o de n'Àngela. A Cervera el Call Antic, Vell o Sobirà i el Call Nou o Jussà. Balaguer, Besalú i Castelló d'Empúries també tingué població jueva.
Els jueus catalans eren considerats propietat directa del rei, de manera que aquests no havien d'estar subjectes als nobles i al sistema feudal que afectava els cristians. D'aquesta forma el rei se'n servia per a cobrar-los impostos especials i obligar-los a fer-li préstecs. La posició de la corona era la d'afavorir la seva existència per tal de tenir algú capaç de desenvolupar les tasques de metge i prestador que eren feines considerades impures pels cristians. Tanmateix, després dels avalots de 1391 calls sencers varen ser destruïts i malgrat els intents mai es va poder recuperar la població jueva de Barcelona. Va ser llavors que la major part de la població jueva de Catalunya va emigrar al Regne d'Aragó, fet que explicaria per què havent-hi hagut una població tan destacada al segle xiv després de l'expulsió final forçada de 1492 no s'ha pogut observar rastres del català en la diàspora. El 1391 més particularment, les comunitats de parla catalana de Catalunya, València i les Illes Balears van emigrar força cap a les costes del nord d'Àfrica.
Els jueus de Catalunya tenien l'obligació de ser identificats amb una rodella distintiva a la roba.

## Catalànic
Els jueus catalans parlaven principalment català. L'hebreu només el feien servir litúrgicament i en escrits cultes per ser entesos per altres comunitats jueves (està documentada una consulta del segle ix dels jueus de la ciutat al mestre Rab Amram, de Babilònia, sobre temes religiosos i legals). Eren araboparlants, cosa que va facilitar que fossin contractats com a funcionaris per l'administració catalana tot i que les lleis més restrictives del 1283 en el Recognoverunt Proceres els va fer desaparèixer d'aquesta àrea.
Els escrits que han deixat contenien tot sovint traduccions directes de l'hebreu i tot d'altres paraules típiques també dels altres parlars romànics dominats per jueus. Aquest dialecte social és anomenat catalànic.

## L'Aljama europea
A tot Europa, tenien les seves pròpies institucions jurídiques (conegudes en alguns casos amb el nom d'aljama, tot i que aquest que s'utilitza sobretot en el cas de les musulmanes) i vivien en els barris específics (calls, cuirasses o jueries). La seva relació amb la resta de comunitats i amb el poder va ser canviat, al llarg de l'edat mitjana: si bé en un primer moment foren tolerats, la seva situació va anar empitjorant amb el temps, fins que van començar a ser oficialment perseguits i, finalment, expulsats. L'empremta que van deixar, de totes maneres, va ser prou profunda, i això ha fet que molts historiadors, tant clàssics com moderns, fessin d'aquesta comunitat l'objecte dels seus estudis. És el cas de gent com Carreras i Candi, en el primer grup; i Romano Ventura, Riera i Sans i Eduard Feliu i Mabres en el segon.

## Religió jueva

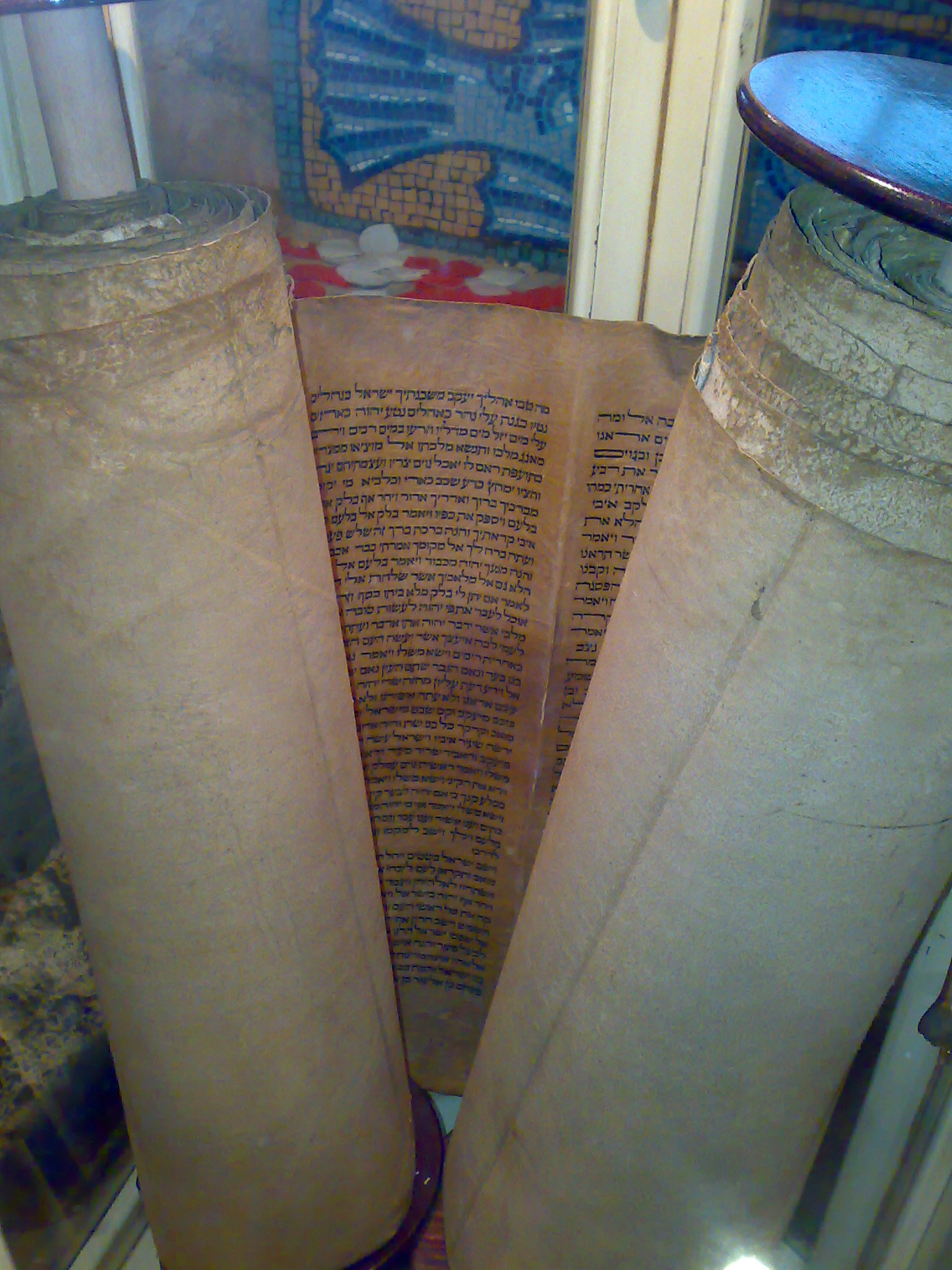
La torà, llibre sagrat del jueus.

Els jueus difereixen dels cristians en el rituals religiosos, en les normes alimentàries i en les seves festes. Encara esperen el messies i, per tant, no creuen en el Nou Testament ni en la figura de Jesucrist. El seu corpus religiós és el tanak, acrònim de les tres parts que conformen la Bíblia hebrea: la Torà (la llei), Neviim (els profetes) i Ketuvim (els escrits). El primer llibre comprèn Gènesi, Èxode, Levític, Nombres i Deuteronomi. El Neviim comprèn els llibre de Josuè, Jutges, Samuel, Reis, Isaïes, Jeremies i Ezequiel. L'últim llibre, el Ketuvim, inclou el Càntic dels Càntics, Rut, Lamentacions, Eclesiastès i Ester. També es formen part els llibres que els cristians anomenen poètics i sapiencials: Salms, Proverbis i Job; també s'hi inclouen els llibre de Nehemies, llibre d'Esdres, i Segon de les Cròniques.
Els caixrut són les lleis alimentàries i les normes que han de seguir els jueus. Els aliments aptes (caixer) són els provinents d'animals de peülla partida, peixos amb aletes i escames, i tots els ocells exceptuant els rapinyaires i els nocturns. Els aliments prohibits (taref) són la carn de porc, el marisc, els mol·luscs, insectes, rèptils, èquids, amfibis, conills i llebres. També és prohibida la ingesta de sang i greix, i la barreja de productes carnis amb làctics.
La festa més important és el Sàbat, o dia de descans, que escau en dissabte. Durant el xàbat no es poden fer activitats físiques ni intel·lectuals. Altres festes anuals són el Roix ha-Xanà (cap d'any), el Yom Kippur (dia del perdó), Purim (festa d'Ester), i el Péssah (corresponent a la Pasqua). La manera de comptar els anys també es diferencia del calendari gregorià, utilitzat pels cristians. Aquests costums i tradicions no han canviat gaire des de l'edat mitjana fins ara.

## Primeres notícies dels jueus

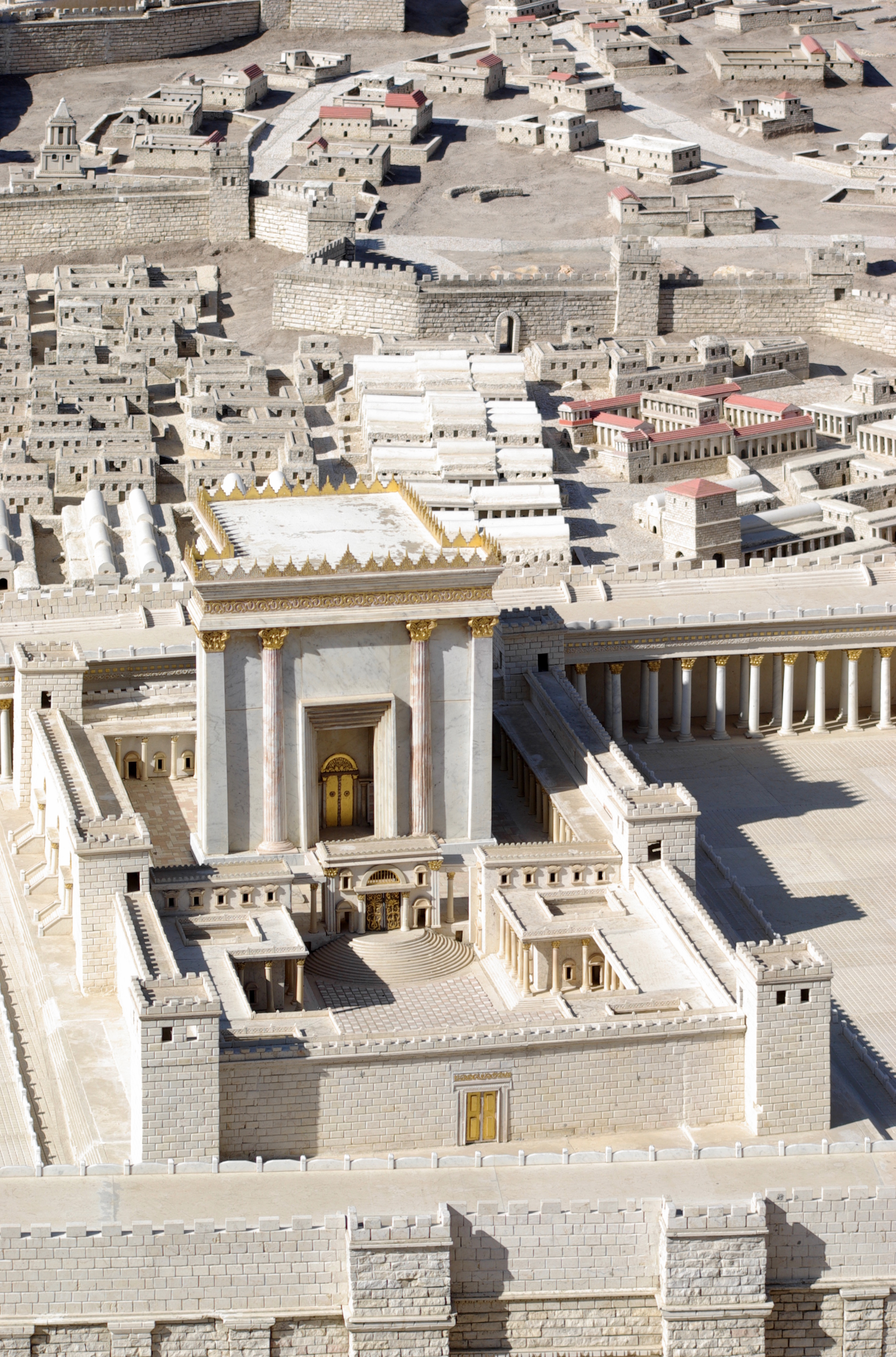
Es creu que quan va desaparèixer el Temple de Jerusalem part dels jueus van emigrar a Catalunya.

Els jueus ja vivien a la península Ibèrica quan els romans dominaven el territori. Segurament, varen arribar amb els fenicis després de la destrucció del Temple de Jerusalem i de la primera diàspora (586 aC). Van instal·lar-se al territori i establir bases comercials. Malgrat tot, no eren considerats ciutadans romans de ple dret. De fet, pel sol fet de ser jueus, pagaven un impost especial. En aquella època ja s'observaven els rituals fonamentals de la llei jueva: la circumcisió, el sàbat, les festivitats, les lleis alimentàries, les normes referents al matrimoni i als esclaus. Aquestes disposicions eren molt semblants a les del judaisme actual. Tenim únicament dues proves de l'existència dels jueus a la Catalunya romana: una inscripció trilingüe (hebreu, grec i llatí) trobada a Tortosa, i un segell de fang excavat en un estrat del segle ii aC a Empúries. En aquest moment, no podem parlar encara de comunitats jueves establertes.
La forma de vida dels jueus era més semblant a la dels hispanoromans que no pas la dels visigots. Aquest fet feu que els jueus fossin objecte de persecució durant el període visigot. Amb l'arribada dels visigots, trobem les primeres disposicions referides als jueus als quals es veia com a enemics de l'Església. La conversió al cristianisme de Recared (589) influí enormement en la vida dels jueus. El Liber ludiciorum (El Llibre dels jutges) recull les lleis que els reis visigots promulgaren sobre els jueus. El sobirà Sisebut (612-653) prohibí, l'any 612, poc després de ser nomenat rei, que els cristians fessin circumcidar els serfs jueus, així com la venda de serfs cristians per part dels jueus. Els jueus no podien accedir a la terra i quedaven fora de l'ordre social establert. Posteriorment el rei Recesvint (653-672) prohibí que els jueus celebressin les seves festes per Pasqua, es casessin segons els rituals, i també que se circumcidessin. El rei Ervigi (680-687), per la seva banda, prohibí predicar el judaisme i va excloure els jueus dels càrrecs públics. Cap al final del regne visigot, el successor d'Ervigi, Ègica (687-702), prohibia, al Concili de Toledo del 694, que els cristians es convertissin al judaisme i que els conversos recuperessin aquesta religió, sota pena de confiscació de tots els seus béns per l'autoritat reial. Al mateix Concili es manifestava la idea que els jueus estaven conspirant per derrocar el regne visigot, juntament amb els "hebreus de l'altra banda del mar", en referència al nord d'Àfrica.
En altres regnes europeus també es promulgaren lleis referides al jueus. El rei merovingi Khilperic d'Aquitània (582) ordenà el bateig obligatori de tots els jueus del seu regne. L'emperador romà d'Orient Heracli (628) després de la conquesta de Palestina decretà el bateig forçat per als jueus. La conquesta fulgurant de la península Ibèrica iniciada el 711 pels pobles musulmans comportà una època de certa tolerància i reconeixement per als jueus, tot i que s'alternaren períodes de permissivitat i de restriccions. En principi, el llibre sagrat dels musulmans, l'Alcorà, prohibia atacar els altres pobles monoteistes o "del llibre" (és a dir, cristians i jueus).
Abd-ar-Rahman III (912-961) s'independitzà de Bagdad i creà el califat de Còrdova, que visqué èpoques culturals de gran esplendor. Aquest desenvolupament cultural també repercutí en la vida dels jueus de la península Ibèrica. La cort de Còrdova no oprimia els jueus, sinó que se'n beneficiava. I quan el segle xi el califat es dividí en els regnes de taifes, moltes d'aquestes van fer les seves pròpies reglamentacions pel que fa als jueus, tot i que, generalment, de caràcter protector. És més, moltes de les taifes es convertiren en centres de cultura hebraica.
Un dels jueus més famosos fou Samuel ibn Nagrella. Esdevingué home d'estat del regne de Granada, del qual dirigia la política interior i exterior. També era expert en la llei rabínica. És força coneguda la seva disputa amb Ibn Hazm, un dels erudits musulmans més importants i autor del cèlebre tractat d'amor El collar de la coloma. Samuel ibn Nagrella fou apartat del poder l'any 1020, malgrat que encara va continuar influint en els afers dels jueus del regne.

## Els jueus als regnes cristians

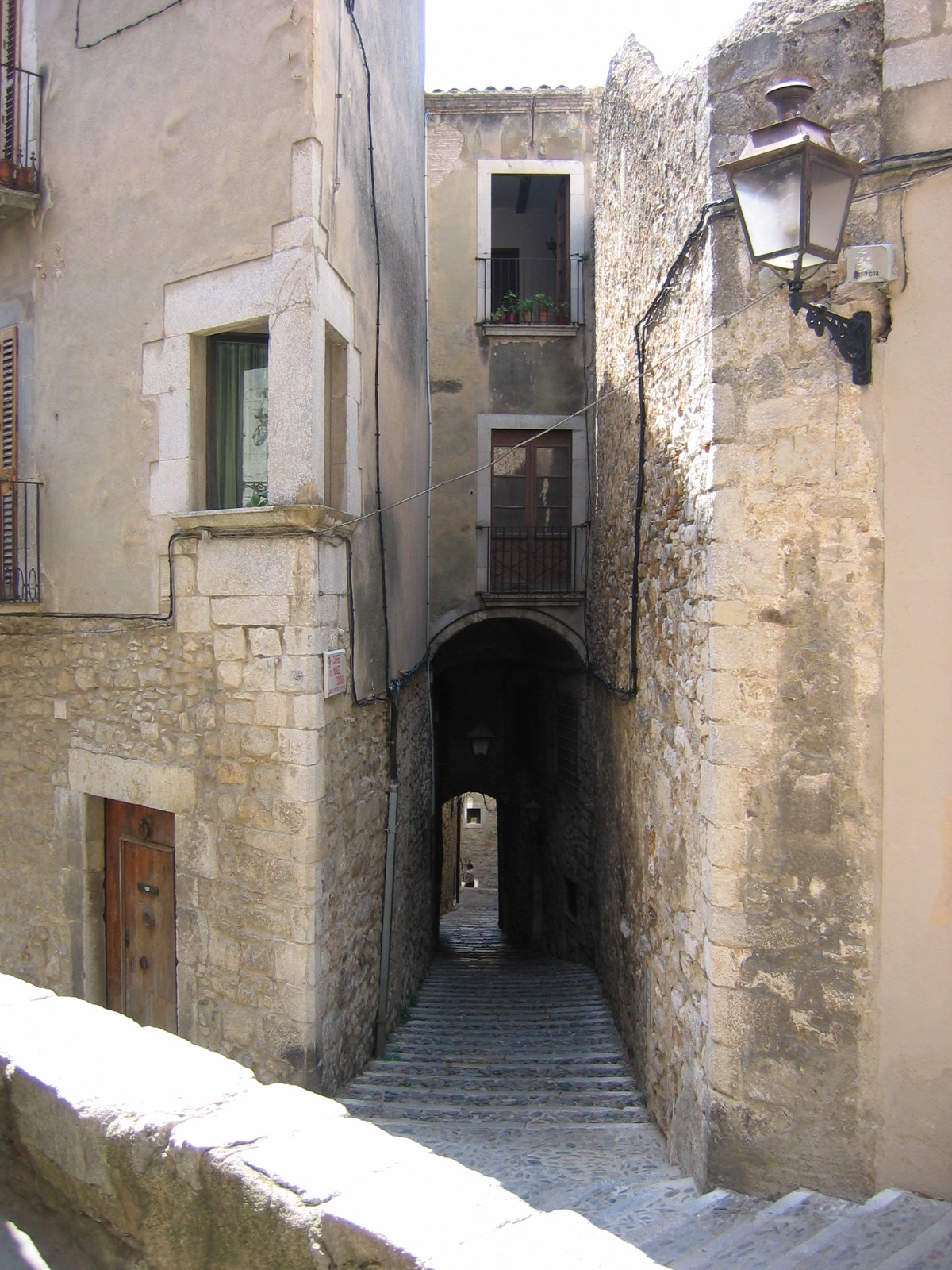
Girona fou un punt principal d'assentament jueu

Paral·lelament a la puixança musulmana, es crearen els petits estats cristians (Lleó, Castella, Navarra, Aragó i els comtats catalans al nord de la península). Tenim notícies aïllades dels jueus que hi vivien, d'entre els segles IX i XII. El jueu Judacot fou missatger de notícies de Barcelona per a Carles el Calb (876-877). Durant la conquesta de Barcelona per Almansor l'any 985, moriren alguns jueus de la ciutat. Els seus béns foren heretats pel comte de Barcelona (Borrell II i la seva muller Letgarda. Se sap que els jueus compraven i venien segons les lleis catalanes i que, a més, cultivaven els seus camps i vinyes. Després de l'atac d'Almansor, Barcelona visqué una època de renaixement, i el segle xii ja podem parlar d'un call jueu (callis iudaicus) a la ciutat. Aquest estava situat al costat de la catedral i del palau comtal, i hi va romandre fins que fou destruït el 1391.
El 1079 es feu una llista dels caps de famílies jueves que vivien a Barcelona; hi consten una seixantena de noms. A mitjan segle xii, es documenta la primera donació de privilegis als jueus barcelonins. Es regulava el testimoniatge i el procediment judicial entre jueus i cristians. Aquest document pren com a prototipus els existents a l'Imperi Carolingi. Als Usatges de Barcelona (redactats entre 1053 i 1071), hi apareixen capítols referits als jueus: si un jueu era ferit o mort, el comte fixava la multa segons el seu parer. Segons el codi, els jueus havien de prestar jurament als cristians, però no a la inversa. També es protegia els conversos: no es podia insultar els jueus ni sarraïns conversos dient-los renegats o tressallits.
La conquesta de Tortosa i la unió dels comtats catalans amb el regne d'Aragó (1137) feu que cresqués la població jueva. Trobem als comtats catalans, per primer cop, jueus que són oficials i servidors reials. Ramon Berenguer IV (1131-1162) tenia un metge jueu anomenat Abraham. Aquest monarca, a més, donà terres als jueus entre l'Ebre i la costa marítima per a construir setanta cases.

Al codi dels Costums de Tortosa (1241) trobem nombroses disposicions sobre els jueus. Es prohibeix que els jueus tinguin esclaus sarraïns, insultar els musulmans i també es regula quin dia poden accedir als banys públics de la ciutat. Una de les pragmàtiques típiques fa referència al contacte sexual amb cristianes: els càstigs eren força cruels també amb aquestes, excepte si havien estat forçades pel jueu:
| « | <Si jueus a sarrayns seran trobats jaent ab xrestiana, lo jueu o el sarray deuen ésser tiraçats e rocejats, e la xrestiana deu ésser cremada, en guisa e en manera que muyren. E aquesta acusació pot fer tot hom de poble, sens pena de talió ne d'altra. Exceptat que si la fembra era forçada, o él anava vestit així com xrestià o ela fos enganada, que la doncs ela no deu sofrir pena, e él deu ésser tiraçat.> | » |

 És un fet força habitual, ja que les relacions sexuals entre membres de religions diferents estaven totalment prohibides.
Hem vist de forma esbiaixada com els jueus eren protegits pels comtes de Barcelona, que els donaven terrenys a canvi de rebre una part dels seus béns. El Fur de Terol (1177) és el primer document en què els jueus són considerats servidors fiscals del monarca. A Catalunya se'ls anomena coffre e tresor del senyor rey. Això vol dir que els jueus són un bé directe, propietat del monarca. Qui ataqués els jueus, atacava al rei. Mercès a aquesta condició, el monarca podia obtenir préstecs i donacions de diners dels jueus. Aquesta condició no era exclusiva de Catalunya, ja que també es donava a l'Imperi Germànic on eren servi camerae nostrae.

## Els reis catalans i la seva relació amb els jueus

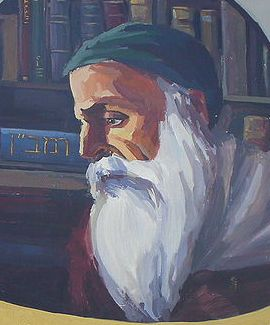
Bonastruc ça Porta, un bon exemple de relació amb els catalans.

Alfons el Cast, successor de Ramon Berenguer IV, tingué nombrosos oficials jueus: Sehishest Benvenist fou metge personal, diplomàtic, ambaixador, administrador i prestador del monarca. Amb el regnat de Pere el Catòlic (1196-1213) continuà la presència de jueus a la seva cort.
Jaume el Conqueridor (1213-1276), augmentà el nombre d'oficials jueus al seu servei. Destaquen Astruc Bonsenyor (secretari personal del rei), Jehudà Ben Leví (batlle de València després de la conquesta), Astruc Isaac Shiscon (batlle de Tortosa i de part del regne de València) Vidal Benvenist Sa Porta (batlle de Barcelona, que també controlava l'encunyació de moneda). Als reis els interessava tenir jueus prop seu, ja que alguns dominaven l'àrab i el llatí, a més de l'hebreu.
En el regnat de Jaume I és on trobem ja les aljames (comunitats jueves), els calls (barris dels jueus) i les col·lectes (grups d'aljames que pagaven conjuntament impostos al rei).
Trobem nombroses aljames a les ciutats de la confederació: Barcelona, Girona, Perpinyà, València, Ciutat de Palma, Vilafranca del Penedès, Lleida, Solsona, Tarragona, Cervera, Manresa, Osca, Vic, Montsó, Daroca i Saragossa, entre d'altres.
Aquests jueus contribuïren enormement al desenvolupament urbà de les ciutats. Molt sovint coincidia la fundació del municipi amb l'establiment de l'aljama. Aquesta podia o no participar en la vida econòmica de la ciutat on era. La comunitat tenia a les ciutats cristianes diversos serveis exclusius per als jueus: sinagogues (moltes vegades situades als monts juïcs), banys... podien trobar-se dins del call o fora de la ciutat, però mai entre cristians. Aquests serveis garantien als jueus una vida plenament jueva.
Si bé molt sovint se sol relacionar els jueus amb la pràctica de la usura (prestar diners a canvi d'un alt interès) molts d'aquests es dedicaven a les arts manuals (argenters, teixidors, etc.) i liberals (astronomia i medicina, entre d'altres). Alguns jueus es dedicaven també al cultiu de terres dintre del call.
Durant el llarg regnat del rei Jaume hi hagué diverses controvèrsies entre jueus i cristians. La més important fou la Disputa de Barcelona (1263): el rabí Bonastruc ça Porta també conegut com a Moixè ben Nahman o Nahmànides, i Pau Cristià (convers i fervorós cristià) discutiren públicament sobre ambdues religions. Es tractaren temes com la virginitat de Maria, mare de Jesús, si el messies ja havia arribat i, en definitiva, sobre la veritable fe. L'Església pretenia demostrar la superioritat del cristianisme sobre el judaisme. La disputa de Barcelona tingué l'èxit esperat i Ramon de Penyafort pressionà el rei Jaume perquè expulsés Nahmànides. El rei es dirigí a la sinagoga de Barcelona i felicità el jueu per haver defensat tan bé una causa tan errònia.
Un dels juristes i líder jueu més destacats d'aquesta època fou Salomó ben Adret. Viatjava per tots els regnes resolent casos –segons la llei jueva— que se li plantejaven. Aquest mantingué unides les diverses comunitats, cosa que li donà una enorme fama com a home de lleis i personalitat capdavantera entre els jueus.

## La primera expulsió i el quart Concili Laterà (1215)

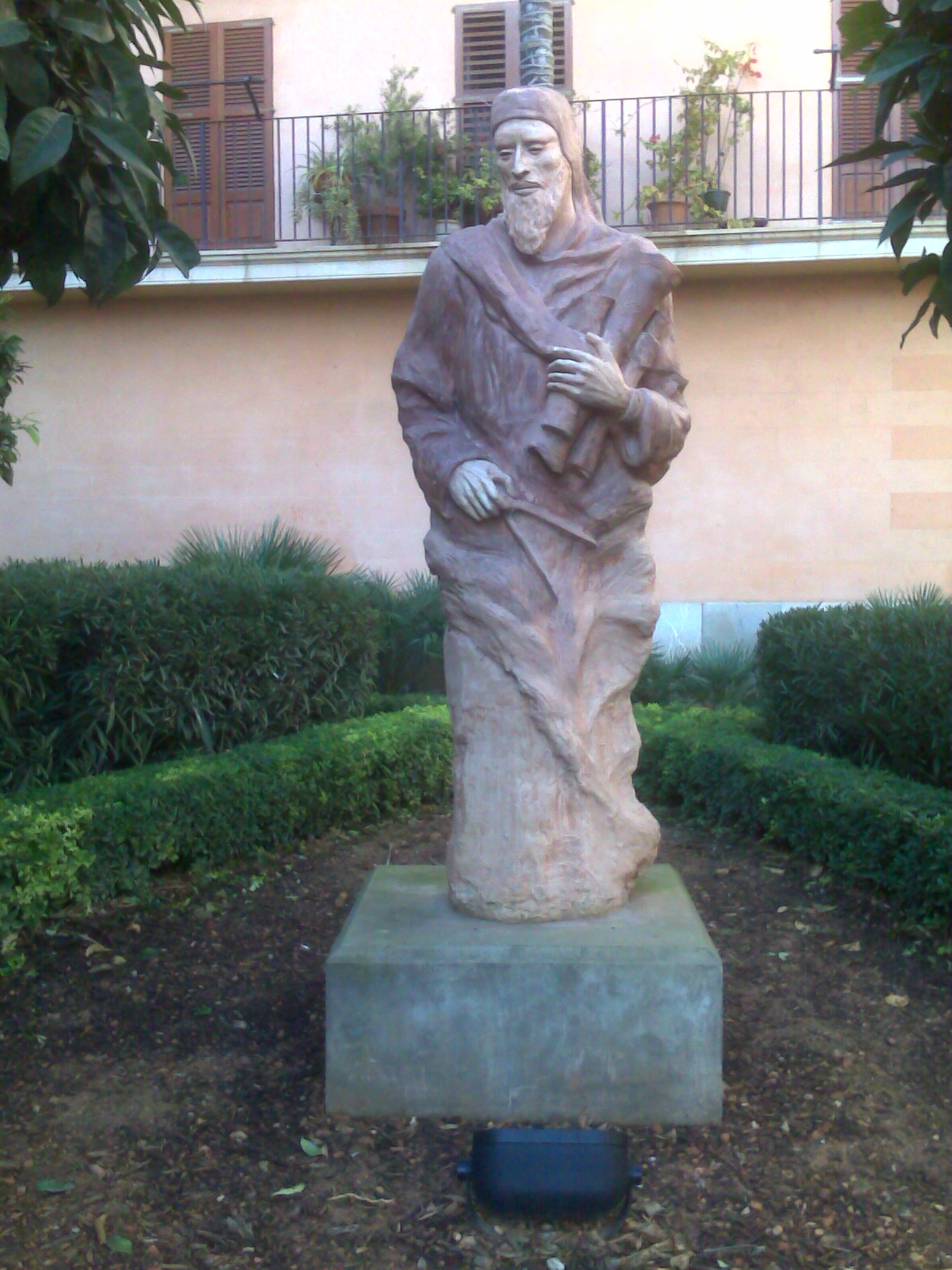
Estàtua de Jafudà Cresques a ciutat de Palma.

Mentre els jueus gaudien d'un estatus social força elevat als regnes catalans com a membre de la cúria i oficials reials, a Europa s'esdevingué la primera expulsió dels jueus. Fou l'any 1182, al regne de França. Posteriorment se'ls deixà retornar, però foren reduïts a serfs. Contínuament hagueren de patir les vexacions de nobles, clergues i dels habitants de les ciutats. Els teòlegs francesos adoptaren la idea agustiniana que els jueus havien de sotmetre's a la servitud. Aquesta idea fou recollida pel Papa Innocenci III, que la difongué amb butlles i epístoles.
El mateix papa convocà a Roma el Concili del Laterà IV (1215), on es redactaren normes que havien de seguir tots els jueus del món cristià. L'Església estava en un moment de lluita càtara i s'havia de reafirmar. Segons el Concili, els jueus no podien demanar un interès excessiu pels préstecs, s'havien de distingir dels cristians en el vestit i no se'ls podia nomenar oficials amb autoritat vers els cristians. Els jueus, a Catalunya, anaven amb cap cobert amb un caperó, i portaven un distintiu groc i vermell anomenat rodella. Hi ha nombroses imatges de jueus amb aquests elements: les més conegudes són del Retaule de la Mare de Déu i Sant Jordi de Lluís Borrassà (és al convent de Sant Francesc de Vilafranca del Penedès) i l'anomenat «Mural dels jueus» del rerecor de la catedral de Tarragona. També es troben nombroses imatges de jueus en dibuixos marginals a la documentació municipal de Barcelona.

## Els jueus i els successors del conqueridor

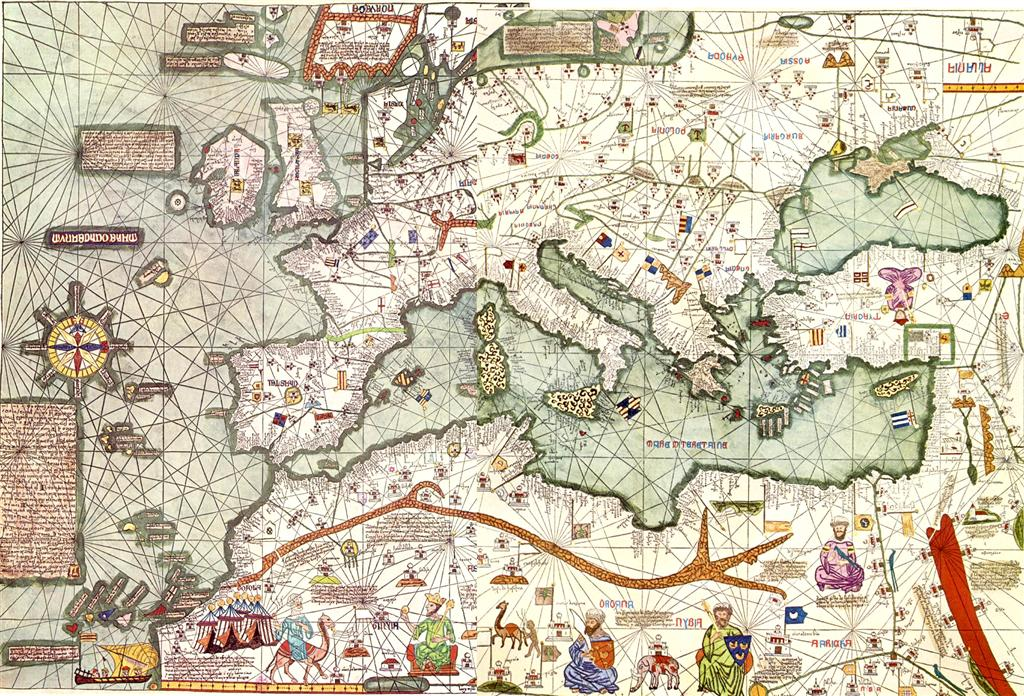
Mapa de Cresques Abraham.

Pere el Gran (1276-1285), en pujar al tron, revisà els privilegis atorgats pel seu pare a les aljames i als jueus en particular. Confirmà la majoria dels privilegis, però no els amplià. Amb aquesta maniobra volia augmentar la liquiditat monetària del regne. El rei Pere continuà amb la política de tenir jueus com a oficials reials. A Barcelona no hi hagué cap oficial reial jueu, però la família gironina Ravaia tingué gran pes social. L'any 1260, quan Pere era encara un infant, Astruc Ravaia i el seu fill Jucef li van prestar grans sumes de diners. El 1268 apareix Jucef com a batlle de Besalú, i el 1276, amb el mateix càrrec a Girona. A més d'administrar els diners recaptats, Astruc atorgà en nom del rei certs privilegis a la vila de Palamós. El 1279 apareix com a tresorer reial. Un any abans, hi havia hagut disturbis a la ciutat de Girona. Els clergues de la catedral i els seus familiars llançaren pedres contra el call des de la torre catedralícia. Destruïren vinyes, horts i tombes dels jueus. El rei Pere intervingué i apaivagà els ànims, però aquest era un sentiment que aniria rebrotant periòdicament. En aquest moment hi ha nombrosos jueus que actuen com a traductors de l'àrab. Alguns també treballaven pel rei, com Samuel Abenmenassé. Tant Samuel com Jahudà també feren de traductors per Alfons, successor de Pere el Gran.
La conquesta de Sicília es finançà amb aportacions de jueus i els impostos de les aljames. L'infant Alfons demanà un subsidi de 200.000 sous als jueus l'any 1282. Els jueus del regne de València donaren 25.000 sous. Els aragonesos 75.000 sous i la resta (100.000 sous) fou pagada per les aljames catalanes. Mentre el rei era a l'illa, nobles, comerciants, oficials i homes de lleis conspiraren per apartar els jueus dels seus càrrecs reials. A la tornada, se celebraren corts a Tarassona (1283), en què es representaren nombroses queixes contra els recaptadors jueus. El successor del rei Pere, Alfons el liberal (1285-1291), no tingué una política ferma respecte als jueus. Oscil·lava entre la inclusió dels oficials jueus i el seu rebuig. Finalment, cedí a les pressions de les corts de 1286 i 1289.
Jaume el Just seguí amb la línia de protegir els jueus i ratificar els seus drets. El monarca renovà diverses sessions de les Corts contra la pràctica de la usura. Però la intolerància continuà creixent. En aquest regnat es produí la croada dels pastors (1320), una sèrie d'atacs contra els jueus del sud de França, sobretot a Tolosa de Llenguadoc. Els pastorells estaven dirigits per un visionari popular que rebia el nom de pastor. Els atacants passaren els Pirineus i atacaren les aljames de Jaca i Montclús. Jaume el Just actuà i envià un destacament per protegir els jueus, i l'infant Alfons manà penjar quaranta dels atacants d'Osca. Els pastorells es dirigiren cap a Tudela i Pamplona, on els jueus plantaren cara i els rebutjaren. Mercès a l'acció reial, se salvaren les comunitats jueves. Un any després, l'inquisidor de Tolosa, Bernat Gui, l'emprengué contra els jueus, acusats falsament d'enverinar l'aigua de diverses ciutats de França. El final del regnat de Jaume es tancà a l'aljama de Barcelona, amb unes ordinacions (1327) que abolien tots els nomenaments i càrrecs que haguessin rebut els jueus del poder reial. Els assumptes de l'aljama serien regits per un consell format per trenta prohoms d'aquesta, a imitació del Consell de Trenta barceloní.
Alfons el Benigne inicià el seu regnat amb una llei on s'obligava els jueus a declarar els seus beneficis obtinguts dels préstecs, que seria revocada poc després. La manca d'un líder com Ben Adret comportà el deteriorament de la posició dels jueus. Lo mal any primer (1333), any de collites dolentes i molta fam, tampoc no els ajudà gens. Tanmateix sorgiren alguns erudits, com l'astrònom i literat David ben Yom Tov, vingut del sud de França, que construïa instruments per al futur rei Pere el Cerimoniós.

## La pesta del 1348

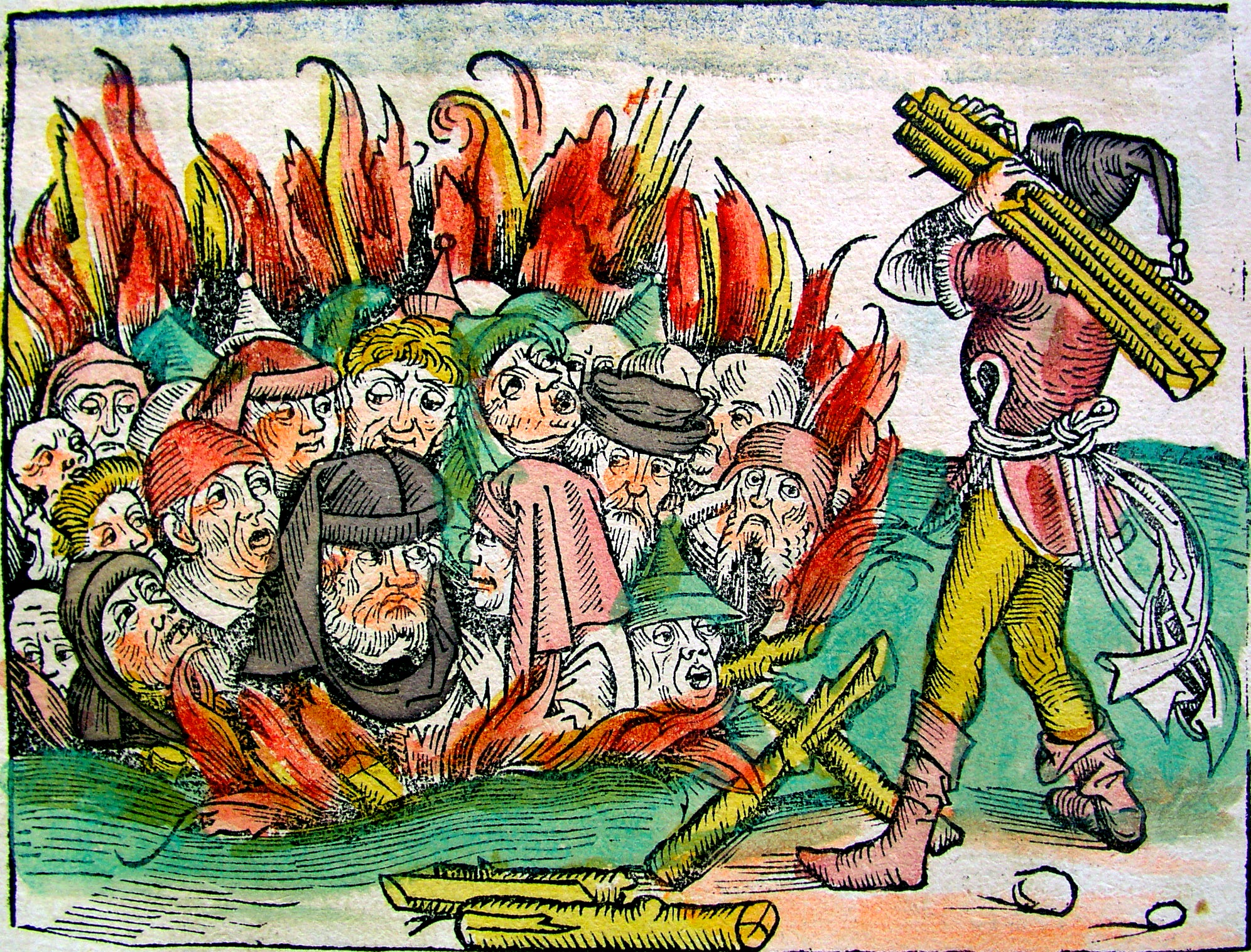
Crema de jueus acusats d'ésser els causants de la Pesta Negra

Durant el regnat del rei Pere el Cerimoniós (1336-1387) s'esdevingué un dels fets més tràgics de l'Europa medieval: la pesta negra de 1348. Això desembocà en grans mortaldats i, un cop més el jueus ho pagaren amb nous atacs als calls d'algunes ciutats. A Barcelona, molt foren assassinats, es destruïren cases i es cremaren documents de deute. A Perpinyà, la conversió en massa dels prohoms jueus evità l'atac. A Lleida, Montsó i Osca, els jueus s'atrinxeraren als calls i salvaren la vida. A Saragossa només restà la cinquena part dels jueus que hi vivien. Els jueus de Tàrrega també foren atacats. Els oficials reials intentaren sufocar aquests atacs sense gaire èxit. A més, els jueus patiren enormement les conseqüències de la pesta, perquè vivien en un mateix barri, i això facilitava el contagi. Pere III creà, a partir d'aquests fets, el comissari pels assumptes dels jueus, però posteriorment seria abolit el càrrec i atorgades les competències al fill del rei.
A partir de 1360 començà un període de prosperitat per a les aljames, acompanyat d'una perillosa diferenciació social. Tot i no ser permès per l'Església, el rei Pere continuà tenint jueus al seu servei. D'aquests, en destaca el cartògraf Cresques Abraham, creador del primer atles mundial que descrivia el món conegut fins aleshores. Abraham fou protegit tant per Pere III com pel seu fill Joan I.

## Les matances del 1391
L'any 1391 hi hagué a la Península un nou brot de pesta. Aquesta excusa s'utilitzà a Sevilla per atacar massivament els calls jueus. Es cremaren cases, es mataren jueus, es feren conversions en massa i es destruïren sinagogues (o bé es convertiren en esglésies). Aquests atacs foren incitats pel diaca d'Écija, Fernando Martínez el 6 de juliol de 1391 al seu sermó. Martínez ja incitava a l'odi amb els seus sermons des de l'any 1378.
L'atac sevillà ràpidament s'estengué per Castella, Lleó i Aragó. Catalunya fou l'últim lloc on foren atacats els jueus. Tot i això, a València, a principis de juliol, hi hagué accions violentes contra els calls, a les quals es va unir l'exèrcit reial, que esperava per embarcar. El rei no castigà els oficials, sinó que simplement els multà o els indultà. El 2 d'agost es produí l'atac al call de Palma. Molts jueus moriren, però alguns aconseguiren fugir al nord d'Àfrica. Jehudà Cresques optà per convertir-se al cristianisme. El veguer de Mallorca no actuà per protegir els jueus, i per això el rei el condemnà a mort. L'aljama mallorquina desaparegué el 1435, quan es convertí en massa al cristianisme. Saragossa, en canvi, escapà de les matances.
A Catalunya es desfermà també un horrible carnatge. A Barcelona, el poble menut format per mariners i pescadors demanà ajuda als camperols per assaltar el call la matinada del dia 5 d'agost. A Girona fou també el poble menut qui atacà als jueus. Una de les causes d'aquests avalots fou el descontentament dels estaments menys afavorits, que foren convençuts per l'església que la seva precària situació, agreujada per la pesta, la crisi econòmica, les males collites i la crisi demogràfica i social, eren culpa del jueus. L'atac al call barceloní se saldà amb una trentena de presos i entre 300 jueus morts, d'un total de 3.000. Podem afirmar que l'atac al call és un atac directe al rei, perpetrat amb l'ajuda de l'Església. El rei Joan, una vegada passats els atacs, encomanà a Hasdai Cresques el recompte de tots els jueus que eren vius. El monarca va permetre als jueus viure al Call Nou (1392); hi anaren tan sols unes 200 persones. La resta, o havien mort o bé s'havien convertit.
El germà i el successor de Joan, el rei Martí, decretà la fi de l'aljama barcelonina el 1401. Els pocs jueus que hi quedaven es convertiren. Se'ls anomenà conversos o tressallits. Segurament, d'ací ve el nom del barceloní carrer dels Tres Llits. La resta d'aljames es referen, però sense el pes demogràfic ni econòmic que havien tingut.
Un any després de l'interregne es donà el cop de gràcia definitiu a la religió jueva amb la disputa de Tortosa. S'hi tractaren temes com l'arribada del messies o la interpretació de la Bíblia. Els catorze rabins que hi participaren hagueren de demanar perdó públicament i confessar els seus errors.

## El camí cap a l'expulsió

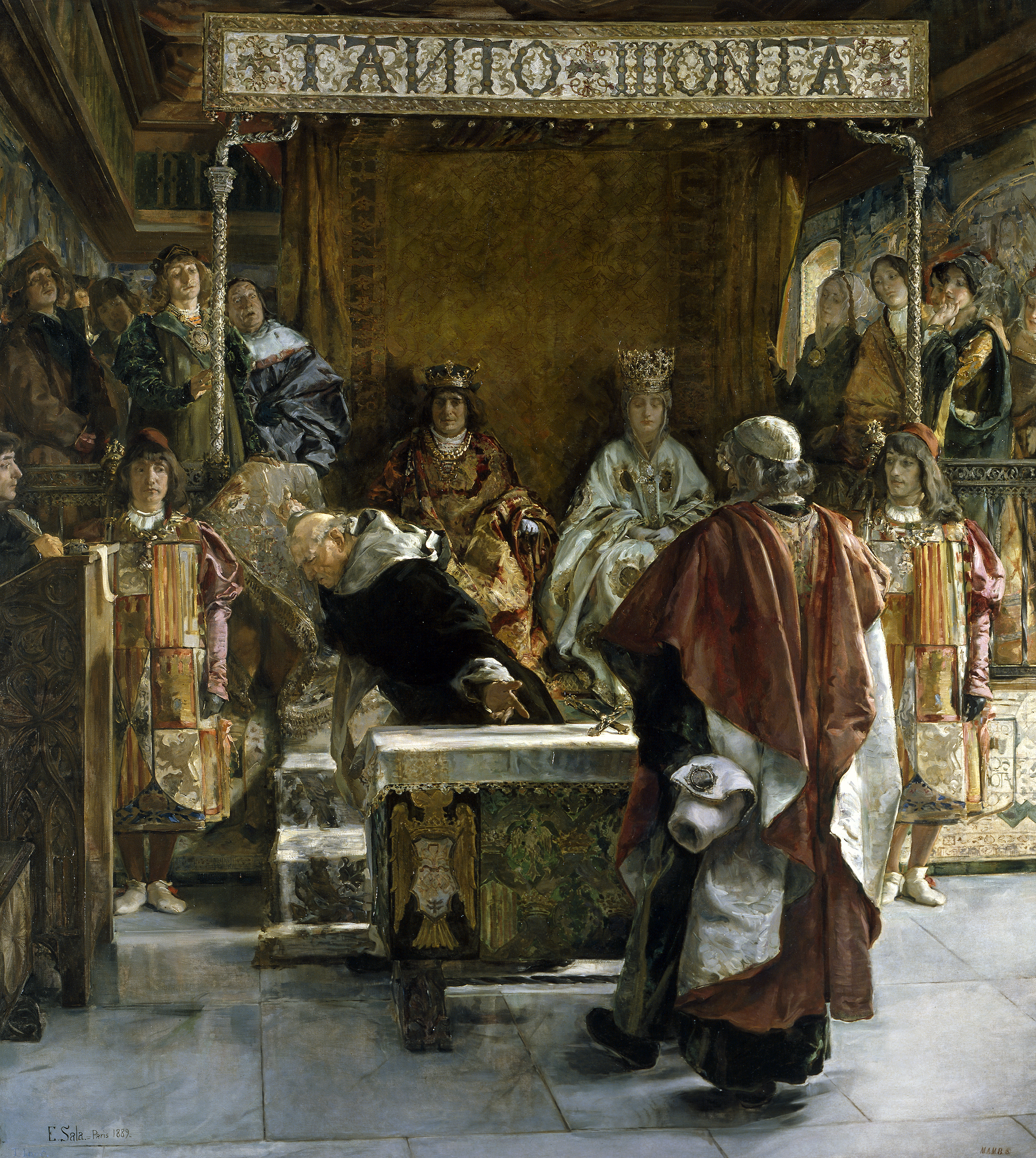
Amb els reis catòlics començà l'expulsió jueva.

Tot i el clima anti-jueu que es respirava a la península Ibèrica, els monarques posteriors a Martí intentaren refer la vida dels jueus. Durant el regnat d'Alfons el Magnànim, els jueus podien disposar novament de les seves sinagogues i dels seus llibres confiscats. Tornaven a formar part del funcionariat reial. No assistien als sermons que es feien per convertir-los i no se'ls obligava a portar la rodella.
Els jueus, en aquest moment havien passat a un segon pla. L'Església i el tribunal de la Inquisició se centraven molt més en els conversos i les seves desviacions respecte a la recta fe. La Inquisició no actuava conjuntament al regne de Castella i al regne d'Aragó, cosa que la feia un instrument força ineficaç. Tot canvià el 1460, quan fra Alfonso de la Espina publicà Fortalitium Fidei, on s'explicava com lluitar contra els enemics de l'Església: heretges, jueus, musulmans i dimonis. Tot i que Espina era d'ascendència jueva, aquest manual es difongué ràpidament pels regnes peninsulars. Obres semblants afloraren als regnes hispànics.
Amb l'arribada dels reis catòlics al poder (1479) i la unió dels dos regnes més importants de la península Ibèrica, es torna a plantejar el problema de les comunitats jueva i conversa (es dubtava de la seva nova fe). El dominic sevillà Alonso de Ojeda va convèncer Isabel I de Castella, quan aquesta va residir a Sevilla entre 1477 i 1478, de l'existència de cristians nous fent cerimònies jueves, confirmat per Pedro González de Mendoza, arquebisbe de Sevilla, i pel dominic Tomás de Torquemada, servint com a pretext perquè els Reis Catòlics sol·licitin al Papa Sixt IV la implantació de la Inquisició a Castella i més tard a l'Aragó, destinada a la persecució de la pravetat. Finalment, convençuts de la seva força, els reis van resoldre l'expulsió de tots els jueus, el 1492.
Hi hagué diversos edictes d'expulsió, però tots complien les següents condicions: aquesta era definitiva, s'aplicava a tots els jueus, seria efectiva el mes de juliol (els edictes foren promulgats el 31 de març), els jueus havien de vendre els seus béns i no podien emportar-se objectes prohibits (armes i cavalls, entre ells).
El decret d'expulsió comportà que molts rabins i molts jueus es convertissin a la fe catòlica. Els jueus d'Aragó i Catalunya es refugiaren durant un temps a Navarra, fins que se'ls expulsà, el 1498. La majoria dels jueus de Castella passaren a Portugal, on el rei Joan II els deixava quedar-se per sis mesos a raó d'un ducat per persona. D'altres anaren al nord d'Àfrica, on foren mal rebuts, no pels musulmans, sinó per altres jueus que s'hi havien instal·lat anteriorment. Més sort tingueren els que se n'anaren a viure als regnes italians (Roma, Ferrara, Venècia, etc.). Posteriorment, aquests es traslladaren cap a Orient: Salònica, Constantinoble, Esmirna, Rodes, etc., i també anaren cap a l'Imperi Otomà, on se'ls rebé amb els braços oberts.

## Del desprestigi deliberat a l'expulsió

Expulsió de jueus a Europa i Espanya

Com s'ha vist, els jueus no només es dedicaven a la usura, tal com s'ha volgut fer veure en molts moments de la història, sinó que eren, sobretot, traductors, metges, astròlegs, pagesos, i mestres artesans. La visió de l'avar prestador jueu fou usada a l'edat mitjana per desprestigiar encara més els jueus.
El tracte als jueus per part de la majoria de la població i el poder cristià anà canviant al llarg de la història, segons la situació social i els equilibris de poder de cada moment: des del rebuig dels visigots a la tolerància per part dels comtes-reis catalans, que els utilitzen com a funcionaris (fins i tot per sobre de prohibicions en aquest sentit) i la definitiva expulsió per part dels Reis Catòlics.
De ben segur, que el fet va canviar per sempre la vida dels jueus a la Península van ser les matances de 1391, quan el clima d'odi generalitzat contra els jueus es va expandir per tots els regnes cristians. Era el preàmbul a la seva definitiva expulsió, l'any 1492, de la qual nasqué una nova diàspora jueva.
No serà fins al segle XX quan els jueus tornin a la península Ibèrica, on actualment tenen petites comunitats.

## El llegat dels jueus catalans expulsats
Molts jueus catalans s'instal·laren a Itàlia i a l'Imperi Otomà, on els jueus procedents de la Corona d'Aragó s'autoanomenaven katalalí o katalanim. Destaca la comunitat de Roma, instal·lada a l'antic Camp de Mart a prop del Tíber, on els jueus catalans van edificar la seva pròpia sinagoga, en l'anomenada piazza de les Cinque Scole, per la presència de cinc escoles-sinagogues: dues de judeoromanes, la castellana, la siciliana i la catalana. La sinagoga catalana, com les altres, ja no existeix però alguns dels seus elements es conserven al Museo Ebraico de Roma. Actualment també resta el carrer Via Catalana, que es referia a la part catalana del call jueu de la ciutat.
També fou molt important, i duradora en el temps, la comunitat jueva catalana a l'Imperi Otomà, a ciutats com Istambul, Esmirna, o Salònica, on arribà a haver-hi al final del segle XVI dues comunitats catalanes: la Katallan Yashan (Catalana antiga) i la Katallan Hadash (Catalana nova). En el seu conjunt s'anomenaven katalanim. Els katalanim (originaris dels països de la corona catalanoaragonesa i de llengua catalana) i els sefardites (procedents dels països de la corona castellanolleonesa i de llengua castellana) van viure i van evolucionar de forma separada, amb calls diferenciats, sinagogues separades i autoritats polítiques i religioses pròpies durant molts segles, fins que atesa el major pes demogràfic dels sefardites, la comunitat katalanim s'hi va anar diluint, tot i mantenir algunes diferenciacions.
En el seu exili, els jueus catalans es van endur els seus béns més preuats, entre els quals destaquen diversos llibres religiosos escrits en hebreu i bellament il·lustrats que han arribat fins als nostres dies. Són famoses diverses Hagadà, text sobre la festa de Pasqua, creats a Catalunya com la Hagadà de Sarajevo o la Hagadà Daurada. També es conserven nombroses bíblies hebraiques catalanes, sempre en hebreu, com la Bíblia de Solsona o la de Cervera.

## Jueves catalanes
Com passava en totes les societats, les activitats i les qüestions de caràcter públic estaven restringides a l'entorn masculí. Les dones jueves tenien un paper avantatjat en les relacions que no eren de poder, ni públiques, ni polítiques, sinó que se cenyien als espais familiars i personals, lligades al món dels sentiments i de les identitats. Dones com Amoretes, Belaire, Bonadona, Druda, Estelina, Ester, Goig, Hanna, Lorca, Mairona, Orfilia, Preciosa, Raquel, Rebeca, Regina, Ruth i Sara foren decisives alhora de transmetre i de preservar la seva cultura i de llegar-la a les generacions futures. Elles s'ocuparen de mantenir i de comunicar tradicions heretades entre dones des de temps ancestrals; de complir i de fer complir els rituals, les prescripcions alimentàries i els fets cultuals; de perpetuar, en definitiva, el llegat de Sara, la mare primera d'Israel.
Des d'un judaisme camuflat sota un bateig forçós, tres germanes, Joana, Marquesa i Caterina, processades el 1495 per la Inquisició, declaraven que juntament amb la seva mare, difunta, i per consell d'aquella, “servaven lo dia del dissabte (...) i faen la Pascha dels juheus(...)”; que “abans no posaven la carn a coure levaven lo greix e apres la posaven en sal (...)”; i que creien que “totes les dites coses eran bones e sanctes e aqueles faean per observar la ley de Moyses, que és millor que la ley dels christians”. Des d'un judaisme latent i des de la pervivència de tradicions i lleis pròpies d'una religió suposadament arraconada, Na Blanca, conversa de Girona, rebia el 1395, a través del testament del seu espòs difunt, el retorn del dot: 12.000 sous aportats a un matrimoni que s'havia establert i consumat en el judaisme. Ho havien escrit en el contracte matrimonial hebraic, la quetubà, que encara era vigent malgrat la conversió a la fe cristiana dels dos cònjuges. Des d'un judaisme manifest, Estelina feia testament a Girona el 13 d'abril de 1470; com a jueva, demanava ser enterrada al “fossar dels jueus de Girona” i s'encomanava a “l'Altíssim Senyor de totes les coses, Aquell que va donar la Llei a Moisès al Mont Sinaí”. I des d'un judaisme ple i antic, que encara no havia tastat la marginació i l'atac, Rahel, jueva de Girona, firmava el 1047 i en hebreu, el document de venda d'una vinya que li pertanyia per herència dels pares: “per genitori vel genitrice”. Tres nítides lletres hebrees, reix, hei, lamet, formen el seu nom. Escrites de dreta a esquerra, al peu d'un document redactat en llatí, i al costat de diverses firmes masculines, són mostra i record de l'existència i del llegat de totes aquelles a qui la desmemòria ha mantingut oblidades i ha convertit en invisibles.

## Jueus catalans destacats
- Medievals
  - Abraham Bar Hiyya
  - Bonastruc ça Porta
  - Hasdai Cresques
  - Isaac ben Seshet Perfet
  - Jacob ben David ben Yomtob
  - Jafudà Bonsenyor
  - Jonah Gerondí
  - Massot Avengenà
  - Menachem Meiri
  - Moixé Natan
  - Nissim ben Reuben Girondí
  - Salomó ben Adret
  - Xelomó Bonafed
  - Xelomó de Piera
- D'època contemporània
  - Daniel Carasso
  - Isak Andic Ermay
  - Lluís Bassat